# Сиромолотний Іван Костянтинович
Іва́н Костянти́нович Сиромоло́тний (5 січня 1903, село Кочерги, тепер Путивльського району Сумської області — 14 лютого 1979, місто Київ) — український радянський діяч, журналіст, директор Радіотелеграфного агентства України (РАТАУ). Кандидат у члени ЦК КП(б)У в 1940—1949 роках. Член нелегального ЦК КП(б)У в жовтні 1942 — червні 1943 р.

## Біографія
Народився в селянській родині в селі Кочерги на Сумщині (за іншими даними — в родині робітника у місті Глухові). Трудову діяльність розпочав у 15 років.
У 1924—1925 роках — голова Кочергинського сільського комітету незаможних селян і голова Кочергинської сільської ради, секретар комсомольського осередку села.
У 1925—1928 роках — у Червоній армії.
Член ВКП(б) з 1927 року.
З 1932 до квітня 1938 року — завідувач відділу Ізюмського міського комітету КП(б)У; заступник начальника політичного відділу Краснодонської машинно-тракторної станції; редактор районної газети.
З квітня 1938 року — член редакційної колегії та завідувач партійного відділу республіканської газети «Комуніст».
У грудні 1938 — лютому 1941 року — директор Радіотелеграфного агентства України (РАТАУ).
У лютому — липні 1941 року — 2-й секретар Миколаївського обласного комітету КП(б)У.
З 1941 року — у Червоній армії. Учасник німецько-радянської війни. З 1941 року служив начальником 8-го відділу Політуправління, членом Військової ради Південного фронту. У 1942—1943 роках — заступник начальника Українського штабу партизанського руху. У 1943—1945 роках — член Військової ради 5-ї гвардійської танкової армії з питань постачання.
Після закінчення війни працював заступником завідувача відділу друку Управління пропаганди і агітації ЦК КП(б)У; завідувачем сектору друку відділу пропаганди і агітації ЦК КП(б)У.
У травні 1950 — серпні 1960 року — директор РАТАУ.
У 1957—1959 роках — голова Організаційного бюро Спілки журналістів України. У 1959—1961 роках — голова правління Спілки журналістів України.
У 1965—1969 роках — в апараті Президії Верховної Ради УРСР.
Потім — на пенсії в Києві. Похований на Байковому кладовищі.

## Звання
- бригадний комісар
- полковник

## Нагороди
- три ордени Червоного Прапора (7.03.1943, 22.07.1944, 10.04.1945)
- орден Вітчизняної війни 1-го ст. (22.02.1944)
- два ордени Трудового Червоного Прапора (27.07.1940, 23.01.1948)
- орден «Знак Пошани» (26.02.1958)
- медалі
- Почесна грамота Президії Верховної Ради Української РСР (11.06.1973)